# Johannes Kotkas
Johannes Kotkas, född 3 februari 1915 i Kodijärve, Guvernementet Estland, Kejsardömet Ryssland 
, död 8 maj 1998 i Tallinn, Estland, var en estnisk brottare i grekisk-romersk stil.
Kotkas vann guld vid OS 1952. Vid tre tillfällen blev han också europeisk mästare och 1953 kom han på andra plats i världsmästerskapen.

## Biografi
Kotkas tränade först tyngdlyftning och tog upp brottning först vid tjugo års ålder 1935. Han blev snabbt den näst bäste estniske brottaren i tungvikt, men förlorade ofta mot Kristjan Palusalu i finalerna i de estniska mästerskapen. Palusalu drog sig tillbaka från tävlingar 1938 på grund av en skada, vilket öppnade för Kotkas att kunna ta mästartitlar i såväl Estland som Europa. Hans karriär avbröts av andra världskriget och Sovjetunionens ockupation av Estland, då Sovjet sällan ställde upp i internationella tävlingar under de första åren efter krigsslutet vilket betydde att Kotkas inte heller fick chansen att tävla internationellt. Några undantag är EM 1947 och OS 1952, där han vann guld. Han fortsatte dock tävla mycket inom Sovjetunionen och vann flera medaljer. Under åren 1943-1950 tävlade han också i fristil, sambo, kulstötning och släggkastning och vann medaljer i samtliga dessa sporter.
1960 drog sig Kotkas tillbaka från sin tävlingskarriär för att bli brottningsdomare och tränare. 1961-76 tränade han det estniska brottningslandslaget och från 1976 jobbade han för Dynamo Tallinn. 1990 blev han hedersmedlem av den estniska olympiska kommittén.